# Attaques des unités soviétiques de l'OMON contre les postes-frontières lituaniens
Révolution chantante et Événements de janvier
Plusieurs assauts de l'unité spéciale des forces de la police soviétique OMON contre les postes frontaliers lituaniens ont été menés en 1991, après l'indépendance de la Lituanie de l'Union soviétique le 11 mars 1990.
Intégrée à l'URSS, la Lituanie n'avait plus ni frontière, ni poste de douanes avec la Russie. La nouvelle République de Lituanie crée le Service national des gardes-frontières avant d'être reconnu internationalement le 27 août 1991 par les États de la CEE.
Ces postes-frontières sont un symbole de la lutte de la Lituanie pour son indépendance. Le gouvernement soviétique considère ces postes de douane comme illégaux et envoie les troupes de l'OMON, en particulier contre ceux situés le long de la frontière orientale avec la Biélorussie. Les douaniers non armés et les policiers sont harcelés, agressés et parfois tués, leurs voitures volées ou détruites, les postes incendiés ou détruits et le travail des points de contrôle est perturbé. Au total, environ 60 policiers sont attaqués et blessés et 23 postes frontaliers brûlés ou détruits ; deux de ces incidents entraînent la mort de huit citoyens lituaniens ,.

## Neuf mois d'attaques

### Les premiers incidents
Le premier incident se produit le 1er décembre 1990 à Eišiškės. Le chef de quart Petras Pumputis est frappé jusqu'à perdre conscience avant d'être transporté à l'hôpital pour une hémorragie cérébrale. Les premières attaques interviennent à la suite des événements des 11 et 13 janvier 1991 à Vilnius, au cours desquels 14 civils sont tués près de la tour de télévision. Les troupes soviétiques attaquent et brûlent des postes frontaliers à Medininkai et à Lavoriškės le 27 janvier. Le 1er mars, les troupes de l'OMON ouvrent le feu sur un bus des gardes-frontières revenant de Vilnius. Trois gardes lituaniens sont blessés.
À la mi-mai 1991, des incidents sont signalés régulièrement. Le 18 mai, le capitaine de la police biélorusse A. Fiyaz (A. Фиязь) tire sur un poste lituanien à Šalčininkai avec un pistolet TT 33. Il est tué dans un tir de riposte d'un officier lituanien avec un fusil de chasse. Craignant des représailles, les officiers lituaniens reçoivent l'ordre de se retirer. L'officier Gintaras Žagunis, resté à son poste à Krakūnai, est tué le 19 mai. Žagunis est enterré au cours d'une cérémonie publique au cimetière d'Antakalnis. La même nuit, deux autres postes-frontières sont incendiés. Le 23 mai, des troupes de l'OMON de Riga (Lettonie) attaquent plusieurs postes à la frontière lituano-lettone à Vegeriai, Mažeikiai, Germaniškis, Saločiai, Smėlynė. Cinq postes lettons sont également attaqués. L'attaque sur Smėlynė, filmée par Alexander Nevzorov, est diffusée sur Pétersbourg TV-5.
À la suite de ces attaques, le Premier ministre lituanien Gediminas Vagnorius se plaint officiellement à Boris Pougo, ministre soviétique de l'Intérieur responsable de l'OMON. Moscou nie la responsabilité des attaques et affirme que les troupes de l'OMON ont agi sans son approbation. Mikhaïl Gorbatchev affirme n'avoir aucune connaissance de ces attaques et ordonne à Pougo d'enquêter. Cependant, les 24 et 25 mai, cinq autres postes sont attaqués. La Lituanie fait appel aux pays occidentaux en leur demandant de condamner les actions du gouvernement soviétique. Moscou continue à nier toute responsabilité, mais admet le caractère criminel des actions des troupes de l'OMON. Malgré les promesses d'intervention, les attaques se poursuivent jusqu'à la mi-juin. Le 28 juin, Moscou prend des mesures contre l'OMON : des dirigeants sont convoqués pour s'expliquer et sont réaffectés.

### Attaque contre Medininkai

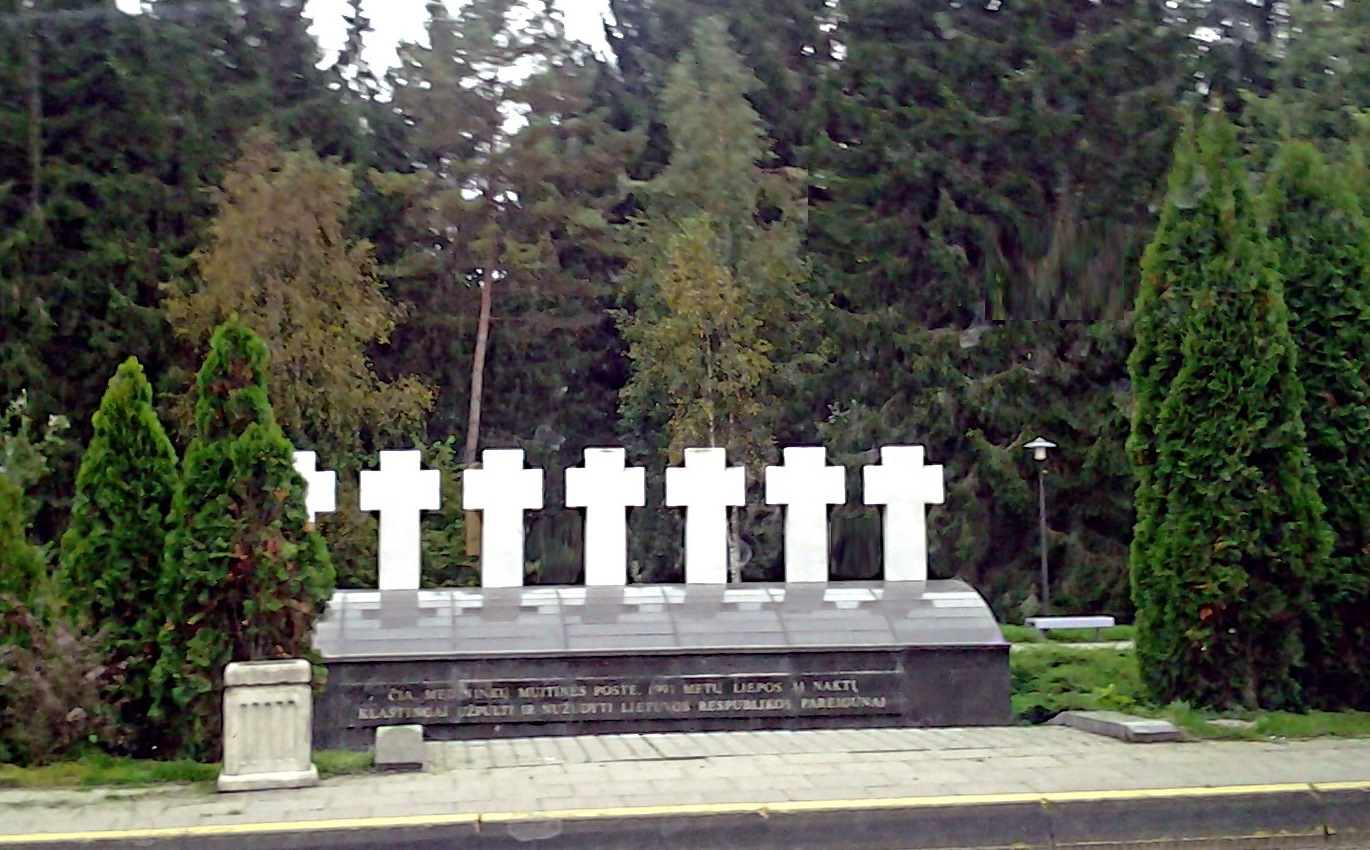
Monument aux sept douaniers lituaniens tués le 31 juillet 1991 à Medininkai

La plus grave des attaques se déroule à Medininkai, située au long de l'autoroute Vilnius-Minsk, le 31 juillet 1991. Les troupes de l'OMON de Riga prennent d'assaut le poste de la douane lituanienne. L'heure de l'attaque est estimée vers 4 h, parce que la montre de l'une des victimes s'est arrêtée à cette heure. Sept hommes sont assassinés : Mindaugas Balavakas et Algimantas Juozakas (officiers de l'unité d'opérations antiterroristes de la police lituanienne ARAS), Juozas Janonis et Algirdas Kazlauskas (agents de la police routière), Antanas Musteikis, Stanislovas Orlavičius et Ričardas Rabavičius (agents des douanes). Rabavičius succombe le 2 août à l'hôpital. Le seul survivant, l'officier des douanes Tomas Šernas, survit lourdement handicapé, victime de graves lésions cérébrales. Les officiers de l'ARAS, présents pour assurer la protection du poste, étaient censés être armés. Aucune arme n'est retrouvée sur les lieux et aucun signe de riposte n'est constaté. Les Lituaniens ont été forcés à s'allonger sur le sol avant d'être abattus d'une balle dans la tête, à la manière d'une exécution. Les personnes tuées sont enterrées au cimetière d'Antakalnis. Les victimes reçoivent la Croix de Vytis, le 6 septembre 1991, et la Médaille du 13 janvier, le 9 janvier 1992.
L'incident se déroule lors de la visite de deux jours du président américain George H. W. Bush à Moscou. Bush aborde l'attaque lors d'une conférence de presse, mais minimise son importance dans la lutte lituanienne pour la reconnaissance internationale et dégage Gorbatchev de toute responsabilité. Il a été spéculé que les assaillants voulaient embarrasser Gorbatchev en mettant en évidence son incapacité à contrôler la situation dans l'Union soviétique en voie de dislocation. L'attaque pourrait avoir été une réponse à un traité signé entre la Lituanie et la SFSR russe. Le traité établit des relations diplomatiques formelles et aborde les questions économiques et culturelles entre la Lituanie et la Russie ; il est considéré comme un pas important vers la reconnaissance de l'indépendance de la Lituanie. Une autre version prétend que les gardes ont découvert une grande opération de contrebande.

### L'attaque de Kybartai
Les attaques s'arrêtent après le massacre de Medininkai. Ce n'est que lors du coup d'État d'août à Moscou que le poste de Kybartai est attaqué, le 22 août 1991. 

## Enquêtes et procès
Après l'échec du putsch, l'Union Soviétique se désintègre. Les police de l'OMON sont dispersés à travers l'ancien fédération et beaucoup deviennent citoyens de la Russie. Le gouvernement lituanien tente d'enquêter sur les attaques et de poursuivre les suspects, mais les efforts sont entravés par des demandes complexes d'extradition. En décembre 1991, les Lituaniens présentent à la Russie une liste de plus de 20 personnes recherchées pour leur participation aux événements de janvier et à l'attaque de Medininkai. Cependant, la justice lituanienne n'est pas autorisée à interroger les témoins.

### Le procès Nikouline
En décembre 2006, des procureurs lituaniens émettent un mandat d'arrêt européen pour l'arrestation du citoyen letton Konstantin Nikouline, suspect dans les assassinats de Medininkai. Il est arrêté par la police lettone le 28 novembre 2007. En 2004, Nikouline avait été jugé et condamné à deux ans et demi de prison avec sursis pour sa participation aux événements de janvier 1991 en Lettonie. Après le procès, Nikouline, devenu témoin d'un meurtre sans lien avec les assassinats de 1991, obtient de changer son nom de famille pour Konstantin Mikhailov (Konstantinas Michailovas) dans le cadre d'un programme de protection des témoins. Le 28 janvier 2008, la Cour suprême de Lettonie décide d'extrader Mikhaïlov vers la Lituanie. Il est incarcéré à la prison de Lukiškės en attendant son procès. L'affaire compte 220 témoins et plusieurs tomes de documents de procédure. Le délai de prescription pour le meurtre étant de 20 ans, la date d'expiration est considérée comme étant juillet 2011. Le 11 mai 2011, Mikhaïlov est reconnu coupable de meurtre et condamné à la réclusion à perpétuité. Mikhaïlov fait appel de la décision et clame son innocence ; les procureurs font également appel dans l'espoir de faire condamner Mikhaïlov pour crimes contre l'humanité. Le 6 juin 2016, la cour d'appel confirme la peine d'emprisonnement à vie et requalifie le crime de meurtre en « actes commis contre des personnes interdits par le droit international » selon l'article 100 du Code pénal lituanien. Mikhaïlov a fait appel de cette décision devant la Cour suprême de Lituanie, qui examine ce cas le 11 janvier 2017.

### Le premier procès par contumace
D'autres suspects impliqués dans l'affaire Medininkai, les ressortissants russes Czeslaw Mlynnik (Česlavas Mlinykas), Alexander Ryzhov (Aleksandras Ryžovas) et Andrei Laktionov (Andrejus Laktionovas) n'ont pas été extradés. En 2009, Ryzhov est jugé pour crime organisé et vol à main armée à Saint-Pétersbourg et reçoit une peine de 15 ans de prison en juin 2011. En décembre 2010, la Lituanie a modifié son code pénal afin de permettre des procès in absentia en cas de crime contre l'humanité. En juin 2013, la justice lituanienne achève les procédures préliminaires pour un procès par contumace contre les trois hommes, sous le chef d'accusation de crime contre l'humanité. Elle émet des mandats d'arrêt européens contre les trois hommes. Ils sont condamnés par contumace à la réclusion à perpétuité en octobre 2016 et sont également tenus de payer 653 850 € à l'État pour couvrir les frais des funérailles nationales, les pensions versées aux proches, les couvrir les frais médicaux des survivants, etc., ainsi que 100 000 € d'indemnités supplémentaires pour chaque parent, conjoint et enfant des hommes assassinés. Un autre suspect, Igor Gorban, a été identifié par l'unique survivant, Tomas Šernas, lors du procès de Gorban en 2004 à Riga. Il n'a pas été inculpé en raison du manque de preuves.

### Autres procès
La justice a organisé un autre procès par contumace contre les commandants de Vilnius de l'OMON, Boleslav Makoutynovitch (Boleslavas Makutynovičius) et Vladimir Razvodov (Vladimiras Razvodovas). Ils ne sont pas impliqués dans le massacre de Medininkai, mais sont accusés d'avoir ordonné des attaques contre d'autres postes-frontières et un total de 15 actions visant à terroriser la population. En juillet 2015, le tribunal de district de Vilnius rend un verdict de non-culpabilité. Les procureurs ont interjeté appel de cette décision. Makutynovich serait décédé en novembre 2015. Le 24 janvier 2017, la Cour d'appel juge que le tribunal de district a interprété de manière trop restrictive les crimes contre l'humanité comme ne pouvant qu'être commis en temps de guerre ou d'un autre conflit armé. Elle condamne Razvodov à 12 ans d'emprisonnement et 14 000 € de dommages et intérêts. Razvodov vit probablement en Russie et la Lituanie a émis un mandat d'arrêt européen contre lui.